# Дивись веселіше
«Дивись веселіше» — радянський трисерійний телевізійний художній фільм режисера Марата Арипова, знятий за мотивами роману Леоніда Соловйова «Зачарований принц» — другої частини дилогії «Повісті про Ходжу Насреддина».

## Сюжет
Ходжа Насреддин рушає до міста Гульканд, щоб покарати тамтешнього міняйла Рахімбая. Але по дорозі він зустрічається зі знаменитим багдадським злодієм, який умовляє його покарати ще одного негідника — власника гірського озера Агабека.

## У ролях
- Марат Аріпов — Ходжа Насреддин (озвучив Олексій Золотницький, співає Олег Анофрієв)
- Сайдо Курбанов — злодій (співає Олег Анофрієв)
- Мухтарбек Аков — Камільбек (озвучив і співає Артем Карапетян)
- Хабібулло Абдуразаков — Агабек (озвучив і співає Володимир Ферапонтов)
- Анатолій Латфі — Рахімбай
- Мехрангіз Гасанова — Арзі-бібі
- Люція Рискулова — танцюристка
- Селбі Курбанова — Зульфія
- Таджиніссо Саїдова — Саодат, вдова
- Шамсі Хайдаров — Саїд
- Георгій Строков — старший ворожбит
- Фархад Хайдаров — охоронець, він же шпигун, що зображує жінку
- Самаріддін Сагдієв — шпигун, що зображує хлопчика
- Уткур Ходжаєв — ворожбит в жилеті
- Саїдмурад Марданов — хранитель печатки
- Учкун Рахманов — шпигун, що зображує дівчинку
- Берди Мінгбаєв — коваль
- Марат Хасанов — хазяїн танцюристки
- Курбан Шаріпов — Мамат-Алі, батько Зульфії
- Тухтамурод Мурадов — безбородий ворожбит
- Ісфандієр Гулямов — ворожбит, що підслуховує
- Ато Мухамеджанов — хан (озвучив Юрій Саранцев)
- Нурулло Абдуллаєв — відвідувач чайхани
- Раджабалі Хуссейнов — чайханник в поселенні Чорак, батько Саїда
- Махмуд Тахірі — колишній власник гірського озера
- Ісо Абдурашидов — хазяїн грального закладу
- Гурміндж Завкібеков — купець, що купив ніч з танцюристкою

## Знімальна група
- Режисер — Марат Арипов
- Сценаристи — Дмитро Булгаков, Леонід Чигрин
- Оператор — Сергій Тараскін
- Композитор — Богдан Троцюк
- Художник — Володимир Мякота